# Деревій блідо-жовтий
{{#ifeq:0|0|{{#if:|{{#if:Achilleaochroleuca|[[]}}|}}}}
Дереві́й блі́до-жо́втий (Achillea ochroleuca) — багаторічна рослина родини айстрових, поширена в Європі.

## Опис
Багаторічна трав'яниста рослина від 10 до 50 см заввишки. Основи надземних пагонів дерев'яніють. Всі надземні пагони подовжені. Листки пірчасторозсічені або пірчастороздільні, з цільних лінійних сегментів, гребінчасто розташованих на широкому стрижні. Язички крайових квіток білувато-жовті, іноді майже білі.

## Поширення
Поширений у Болгарії, Угорщині, колишній Югославії, Молдові, Румунії, Словаччині, Україні.
В Україні вид зростає на кам'янистих місцях, пісках — у Правобережному Степу, рідко.